# Rie Miyazawa
Rie Miyazawa (宮沢 りえ, Miyazawa Rie, née le 6 avril 1973 à Tokyo, Japon) est une actrice, chanteuse et idole japonaise dans les années 1980, née d'une mère japonaise et d'un père néerlandais.

## Biographie
Rie Miyazawa débute à onze ans en tant que mannequin enfant dans des publicités, notamment avec Arnold Schwarzenegger et acquiert rapidement une grande popularité par ce biais. Elle commence à tourner dans des films et drama en 1988 et à chanter en 1989, avec deux premiers singles écrits par Tetsuya Komuro.
En pleine gloire, elle apparait nue dans son photobook Santa Fe signé Kishin Shinoyama en 1991, l'un des tout premier hair nude montrant le pubis, acte jusque-là interdit par la censure japonaise, un livre de photo qui remporte un immense succès d'édition avec plus de 1,5 million d'exemplaires vendus et une réédition ultérieure. En 1992, elle annonce ses fiançailles avec la star de sumo Takanohana Kōji, mais sa rupture l'année suivante l'entraîne dans une spirale descendante, ponctuée de crises d'anorexie et de possibles tentatives de suicide d'après les médias japonais.
Elle se remet durant les années suivantes et redevient une actrice de premier plan dans les années 2000, récoltant de nombreuses récompenses, y compris à l'étranger : elle reçoit le prix de la meilleure interprète au Festival international du film de Moscou en 2001, son film The Twilight Samurai est nommé pour l'Oscar du Meilleur film étranger en 2004, et son film Tony Takitani est nommé pour le Grand Prix du Jury lors du Festival du film de Sundance 2005. Elle joue aussi dans de nombreuses pièces de théâtre.

### Vie privée
Rie Miyazawa annonce en février 2009 sa grossesse et son mariage, et donne naissance à une fille en mai.

## Discographie

### Singles
- Dream Rush, 1989
- No Titlist, 1990
- Game (reprise de Fame), 1990
- Sweet X'Mas Kiss (Winter Wonderland), 1991
- Kokoro kara Suki, 1992
- Akai Hana, 1993
- Boyfriend, 1993

### Albums
- Mu, 1989
- Chepop, 1990
- Rosée, 1993

### Compilations
- Game (mini-album), 1991
- 20 ans -Best Selection-, 1993
- Miyazawa Rie - Golden Jpop - The Best, 1998

## Filmographie

### Cinéma
- 1988 : Bokura no Nanokakan Senso (Seven Days' War)
- 1989 : Docchini suruno
- 1992 : Gô-hime (Basara - The Princess Goh)
- 1992 : Erotikkuna kankei (Erotic Liaisons)
- 1994 : Kin chan no Cinema Jack II : Light of Firefly
- 1994 : Shijushichinin no shikaku (47 Ronin)
- 1995 : Tenshu monogatari
- 2000 : Yun zhuan shou zhi lian (The Cabbie)
- 2001 : Youyuan jingmeng (Peony Pavilion)
- 2001 : Tsuribaka nisshi 12: Shijo saidai no kyuka (Free and Easy 12: Big Holiday Bonus Project)
- 2002 : Utsutsu
- 2002 : Le Samouraï du crépuscule (たそがれ清兵衛, Tasogare Seibei?) de Yōji Yamada
- 2004 : Chichi to Kuraseba
- 2004 : Tony Takitani
- 2005 : Ashura-jo no Hitomi
- 2005 : Shisha no sho (The Book of the Dead) (Voix)
- 2006 : Hana (花よりもなほ, Hana yori mo naho?) de Hirokazu Kore-eda : Osae
- 2007 : Orion-za kara no shôtaijô (The Invitation from Cinema Orion)
- 2008 : Yume no Manimani
- 2009 : Haha Shan no Komoriuta
- 2009 : Gelatin Silver LOVE
- 2014 : Pale Moon (紙の月, Kami no tsuki?) de Daihachi Yoshida
- 2016 : Yu o wakasuhodo no atsui ai (湯を沸かすほどの熱い愛?) de Ryōta Nakano (ja)
- 2019 : Ningen shikkaku: Dazai Osamu to san-nin no onnatachi

### Dramas
- Asura (Netflix / 2025)
- Gou Gou, The Cat (WOWOW / 2014)
- Kamisama no Boto (NHK / 2013)
- Gou ~Himetachi no Sengoku~ (NHK / 2011)
- Onna no Ichidaiki: Setouchi Jakucho as Setouchi Jakucho (Fuji TV, 2005)
- Blue Canary (WOWOW, 2005)
- Natsumeke no Shokutaku Natsume Kyoko (TBS, 2005)
- Ichiban Taisetsu na Hito wa Dare Desu ka as Nakamichi Toko (NTV, 2004)
- Taikoki (Fuji TV, 2003)
- Musashi (NHK, 2003)
- Hatsu Tsubomi (TBS, 2003)
- Kita no Kuni kara 2002 Yuigon (Fuji TV, 2002)
- Kogoro Akechi vs Kaijin Nijyuu Menso (2002)
- Aozora no Tango (NHK, 2001)
- Nagasaki Burabura Bushi (ANB, 2001)
- Kaze Tachinu (Mukouda Kuniko Special Drama) (TBS, 2001)
- The Breast (2000)
- Food Fight (2000)
- Romance (1999)
- Genroku Ryoran (NHK, 1999)
- Kita no Kuni kara '98 Jidai (Fuji TV, 1998)
- Kamisama Mou Sukoshi Dake (1998)
- Kamisan Nanka Kowakunai (TBS, 1998)
- Mikeneko Homes no Tasogare Hotel (1998)
- Kyosokyoku (TBS, 1996)
- Seiya no Kiseki (1995)
- Natsu no Ichizoku Zenshu (1995)
- Kita no Kuni kara '95 Himitsu (Fuji TV, 1995)
- Bridesmaid at the Marriage Ceremony Hall (1994-96)
- Saiyuuki (NTV, 1993)
- Tokyo Elevator Girl (TBS, 1992)
- Taiheiki (NHK, 1991)
- El Final de Verde (NHK, 1990)
- Tears of Swan (1989)
- Kasuga no Tsubone (NHK, 1989)

## Photobooks
- Pour Amitie (1989)
- Quelle Surprise (1989)
- Rie Miyazawa (FRAGILE) (1990)
- Santa Fe (1991)
- Santa Fe　- Nouvelle Édition (1999)
- 伊藤佐智子×宮沢りえ STYLE　BOOK (2005)